# Rock of the Westies
Rock of the Westies ist das zehnte Studioalbum des britischen Sängers und Komponisten Elton John.
Der Name des Albums ist ein Wortspiel von John. Er änderte die im Amerikanischen gängige Redewendung „West of the Rockies“ („westlich der Rocky Mountains“) in Rock of the Westies („Rockmusik der Westies“), wobei „Westie“ unter anderem als Spitzname der Hunderasse West Highland White Terrier oder für zwielichtige Personen verwendet wird.
Wie schon Captain Fantastic and the Brown Dirt Cowboy startete Rock of the Westies in den US Billboard 200 Charts auf Platz 1. Dies waren die beiden einzigen Alben, denen dies zu jener Zeit gelang. In Johns Heimat Großbritannien war es weniger erfolgreich und erreichte lediglich Platz 5 in den UK-Albumcharts.

## Hintergrund
Rock of the Westies enthielt die US-Nummer-eins-Single Island Girl (UK Platz 14), die bereits vor dem Album veröffentlicht wurde. John erwähnte damals in einem Radiointerview, dass er anstelle von Island Girl lieber Dan Dare (Pilot of the Future) als erste Single veröffentlicht hätte. Er war der Ansicht, es hätte mehr kommerzielles Potential. Jedoch konnte er sich gegenüber dem Produzenten nicht durchsetzen. Dan Dare wurde niemals als Single veröffentlicht, während Island Girl ein Hit wurde.
Vor den Aufnahmen von Rock of the Westies änderte John die Besetzung der Elton John Band. Im April 1975 hatte er sich von Schlagzeuger Nigel Olsson und Bassist Dee Murray getrennt. An ihrer Stelle kamen Schlagzeuger Roger Pope, ein alter Freund von John, mit dem er bereits für Empty Sky, Tumbleweed Connection und Madman Across the Water zusammenarbeitete und der auch in Kiki Dees Tour-Band spielte, sowie der amerikanische Bassist Kenny Passarelli, der vorher bei Stephen Stills und als Originalmitglied bei Joe Walshs Band Barnstorm war. Ebenfalls aufgenommen wurde Caleb Quaye, ein weiterer alter Freund von John aus seinen früheren DJM-Tagen. Wie Pope hatte Quaye auch schon an Empty Sky und Tumbleweed Connection mitgearbeitet. Neu holte sich John den Keyboarder James Newton-Howard. Als Stammmitglieder der Band waren somit nur noch Davey Johnstone und Ray Cooper übrig.
Der Titel Hard Luck Story war bereits durch Kiki Dee aufgenommen und ein Jahr vor der Aufnahme für Rock of the Westies veröffentlicht worden. Zusammen mit Don’t Go Breaking My Heart werden als Komponist Ann Orson/Carte Blanche genannt, was ein Pseudonym für das Duo John/Taupin ist. Ann Orson ist ferner als Name einer Begleitstimme genannt. Ebenfalls als Begleitstimme ist Labelle für den Eröffnungstitel Medley: Yell Help/Wednesday Night/Ugly zu hören.
John veröffentlichte sein Album am Vortag der Abschlusskonzerte seiner West of the Rockies Tour während der "Elton John Week" in Los Angeles. 
Außerhalb der USA und Kanada war dies das letzte Studioalbum, das von John durch DJM Records veröffentlicht wurde, bevor er dies durch sein eigenes Label, The Rocket Record Company, machen ließ.
Der Titel Street Kids wurde 2008 im Video Spiel Grand Theft Auto IV verwendet.

## Rezension
Zum Zeitpunkt der Veröffentlichung erhielt Rock of the Westies in Deutschland in namhaften Medien durchaus gute Kritiken. Dennoch war die Beachtung eher zurückhaltend, möglicherweise auch, weil es nur ein halbes Jahr nach dem herausragenden Captain Fantastic and the Brown Dirt Cowboy erschien. Aus heutiger Sicht stellt es wohl das einzige, durchgängige Rockalbum von Elton John dar.
Robert Christgau wertete das Album als Nummer 7 seiner Beste-Alben-Liste des Jahres 1975.

## Titelliste
Alle Titel wurden von Elton John und Bernie Taupin komponiert und getextet, sofern kein anderer Hinweis gegeben wird. “Ann Orson/Carte Blanche” ist ein Pseudonym von John und Taupin.

### LP und CD

#### Seite 1
1. Medley (Yell Help/Wednesday Night/Ugly) – 6:13
2. Dan Dare (Pilot of the Future) – 3:30
3. Island Girl – 3:42
4. Grow Some Funk of Your Own (John, Davey Johnstone, Taupin) – 4:43
5. I Feel Like a Bullet (In the Gun of Robert Ford) – 5:28

#### Seite 2
1. Street Kids – 6:23
2. Hard Luck Story (Ann Orson/Carte Blanche) – 5:10
3. Feed Me – 4:00
4. Billy Bones and the White Bird – 4:24

### Kassette

#### Seite 1
1. Medley (Yell Help/Wednesday Night/Ugly) – 6:13
2. Dan Dare (Pilot of the Future) – 3:30
3. Island Girl – 3:42
4. Feed Me – 4:00
5. Billy Bones and the White Bird – 4:24

#### Seite 2
1. Street Kids – 6:23
2. Hard Luck Story (Ann Orson/Carte Blanche) – 5:10
3. Grow Some Funk of Your Own (John, Johnstone, Taupin) – 4:43
4. I Feel Like a Bullet (In the Gun of Robert Ford) – 5:28

### Bonustitel auf Wiederveröffentlichungen

#### Bonustitel (1995 Mercury Neuveröffentlichung)
1. Don’t Go Breaking My Heart (mit Kiki Dee) (Ann Orson/Carte Blanche) – 4:28

#### Bonustitel (1996 Rocket Neuveröffentlichung)
1. Planes – 4:31
2. Sugar on the Floor (Kiki Dee) – 4:31

## B-Seiten
| Titel              | A-Seite             |
| ------------------ | ------------------- |
| Sugar on the floor | Island Girl (US/UK) |

## Besetzung
- Elton John – Gesang, Klavier
- Ray Cooper – Percussion
- Kiki Dee – Begleitstimme
- Clive Franks – Percussion, Begleitstimme
- Davey Johnstone – Akustische Gitarre, Banjo, Mandoline, E-Gitarre, Rhythmusgitarre, Begleitstimme, Slide-Gitarre, Voice Bag
- Labelle – Begleitstimme
- James Newton-Howard – Synthesizer, Cembalo, E-Piano, Clavinet, Mellotron
- Kenny Passarelli – Bassgitarre, Begleitstimme
- Ann Orson – Begleitstimme
- Roger Pope – Schlagzeug
- Caleb Quaye – Akustische Gitarre, E-Gitarre, Rhythmusgitarre, Begleitstimme

## Produktion
- Produzent: Gus Dudgeon
- Toningenieur: Jeff Guercio
- Album-Cover-Text: John Tobler

## Kommerzieller Erfolg

### Chartplatzierungen

#### Album
| ChartsChartplatzierungen       | Höchstplatzierung | Wochen |
| ------------------------------ | ----------------- | ------ |
| Deutschland (GfK)              | 33 (4 Wo.)        | 4      |
| Vereinigte Staaten (Billboard) | 1 (26 Wo.)        | 26     |
| Vereinigtes Königreich (OCC)   | 5 (12 Wo.)        | 12     |

#### Singles
| Jahr | Titel                                                                         | Höchstplatzierung, Gesamtwochen, AuszeichnungChartplatzierungen (Jahr, Titel, , Platzierungen, Wochen, Auszeichnungen, Anmerkungen) | Höchstplatzierung, Gesamtwochen, AuszeichnungChartplatzierungen (Jahr, Titel, , Platzierungen, Wochen, Auszeichnungen, Anmerkungen) | Höchstplatzierung, Gesamtwochen, AuszeichnungChartplatzierungen (Jahr, Titel, , Platzierungen, Wochen, Auszeichnungen, Anmerkungen) | Höchstplatzierung, Gesamtwochen, AuszeichnungChartplatzierungen (Jahr, Titel, , Platzierungen, Wochen, Auszeichnungen, Anmerkungen) | Anmerkungen                              |
| Jahr | Titel                                                                         | DE | UK | US | A. C. | Anmerkungen                              |
| ---- | ----------------------------------------------------------------------------- | --- | --- | --- | --- | ---------------------------------------- |
| 1975 | Island Girl                                                                   | DE42 (1 Wo.)DE | UK14 (8 Wo.)UK | US1 Platin · (15 Wo.)US | A. C.27 (8 Wo.)A. C. | Erstveröffentlichung: 29. September 1975 |
| 1976 | Grow Some Funk of Your Own / I Feel Like a Bullet (In the Gun of Robert Ford) | — | — | US14 (11 Wo.)US | A. C.21 (8 Wo.)A. C. | Erstveröffentlichung: 12. Januar 1976    |

### Auszeichnungen für Musikverkäufe
| Land/Region                  | Auszeichnungen für Musikverkäufe (Land/Region, Auszeichnung, Verkäufe) | Verkäufe  |
| ---------------------------- | ---------------------------------------------------------------------- | --------- |
| Kanada (MC)                  | Platin                                                                 | 100.000   |
| Neuseeland (RMNZ)            | Gold                                                                   | 7.500     |
| Vereinigte Staaten (RIAA)    | Platin                                                                 | 1.000.000 |
| Vereinigtes Königreich (BPI) | Gold                                                                   | 100.000   |
| Insgesamt                    | 2× Gold · 2× Platin ·                                                  | 1.207.500 |

Hauptartikel: Elton John/Auszeichnungen für Musikverkäufe